# Zhu Zhenyu
Zhu Zhenyu (chinesisch 朱紫阳; * 14. Dezember 1999 in Suihua, Heilongjiang) ist ein chinesischer Biathlet. Er gewann 2016 Gold bei den Olympischen Jugendspielen.

## Sportliche Laufbahn
Zhu Zhenyu gab sein internationales Debüt im Dezember 2015 im damals neu geschaffenen IBU-Junior-Cup und wurde in Obertilliach 57. des Sprints. Daraufhin nahm er an den Olympischen Jugendspielen in Lillehammer teil, wo er 32. des Sprints und 16. der Verfolgung wurde, zudem war er Fahnenträger der chinesischen Delegation. Äußerst überraschend kam der Gewinn der Goldmedaille in der Single-Mixed-Staffel zusammen mit Meng Fanqi: bei extremen Verhältnissen am Schießstand schoss Zhu zwar zwei Strafrunden, durch die ansonsten aber makellosen Schießeinlagen hielt sich das Team immer im Vorderfeld und Zhu setzte sich im Zielsprint gegen den Norweger Fredrik Qvist Bucher-Johannessen durch. Daraufhin nahm der Chinese erst 2017/18 wieder an internationalen Wettkämpfen teil und lief in der Saison im IBU-Cup. Ende 2018 gab er dann auf der Pokljuka sein Debüt im Weltcup und bestritt Mixedstaffel und Sprint. Ansonsten bestritt Zhu den Winter im IBU-Cup, weiterhin nahm er an den Juniorenweltmeisterschaften 2019 in Osrblie teil. In der Saison 2019/20 gelang es dem Chinesen, erste Ranglistenpunkte für die IBU-Cup-Wertung zu ergattern, bestes Ergebnis des Winters wurde Rang 19 im Kurzeinzel von Osrblie.
2021/22 absolvierte Zhu zwar nicht viele Wettkämpfe, stellte aber mit dem 16. Rang im Staffelrennen von Ruhpolding ein persönliches Bestergebnis auf. Saisonhöhepunkt wurde die Teilnahme an den Olympischen Spielen in seinem Heimatland, wo es mit der Herrenstaffel erneut auf Platz 16 und in den Einzelrennen auf die Positionen 81 und 83 ging. Nach einem Jahr Wettkampfpause trat der Chinese Ende 2023 wieder im IBU-Cup an und erreichte zweifach die Punkteränge, verschwand daraufhin aber gemeinsam mit der gesamten Mannschaft wieder von der Bildfläche.

## Statistiken

### Weltcupplatzierungen
Die Tabelle zeigt alle Platzierungen (je nach Austragungsjahr einschließlich Olympische Spiele und Weltmeisterschaften).
- 1.–3. Platz: Anzahl der Podiumsplatzierungen
- Top 10: Anzahl der Platzierungen unter den ersten zehn (einschließlich Podium)
- Punkteränge: Anzahl der Platzierungen innerhalb der Punkteränge (einschließlich Podium und Top 10)
- Starts: Anzahl gelaufener Rennen in der jeweiligen Disziplin
- Staffel: inklusive Mixed- und Single-Mixed-Staffeln

| Platzierung               | Einzel | Sprint | Verfolgung | Massenstart | Staffel | Gesamt |
| ------------------------- | ------ | ------ | ---------- | ----------- | ------- | ------ |
| 1. Platz                  |        |        |            |             |         |        |
| 2. Platz                  |        |        |            |             |         |        |
| 3. Platz                  |        |        |            |             |         |        |
| Top 10                    |        |        |            |             |         |        |
| Punkteränge               |        |        |            |             | 7       | 7      |
| Starts                    | 1      | 2      |            |             | 7       | 10     |
| Stand: Saisonende 2021/22 |        |        |            |             |         |        |

### Olympische Winterspiele
Ergebnisse bei Olympischen Winterspielen:
|                                        | Einzelwettbewerbe | Einzelwettbewerbe | Einzelwettbewerbe | Einzelwettbewerbe | Staffelwettbewerbe | Staffelwettbewerbe |
| Einzel                                 | Sprint            | Verfolgung        | Massenstart       | Herrenstaffel     | Mixedstaffel       |                    |
| -------------------------------------- | ----------------- | ----------------- | ----------------- | ----------------- | ------------------ | ------------------ |
| Olympische Winterspiele 2022 \| Peking | 83.               | 81.               | –                 | –                 | 16.                | –                  |

### Juniorenweltmeisterschaften
Ergebnisse bei den Juniorenweltmeisterschaften:
| Weltmeisterschaften | Weltmeisterschaften | Einzelwettbewerbe | Einzelwettbewerbe | Einzelwettbewerbe | Herrenstaffel |
| Jahr                | Ort                 | Einzel            | Sprint            | Verfolgung        | Herrenstaffel |
| ------------------- | ------------------- | ----------------- | ----------------- | ----------------- | ------------- |
| 2019                | Osrblie             | 52.               | 29.               | 43.               | –             |